# Цю Цзінь
Цю Цзінь (秋瑾, 8 листопада 1875 —15 липня 1907) — китайська феміністка, революціонерка, поетеса, журналістка часів династії Цін.

## Життєпис
Народилася 8 листопада 1875 року у м.Сямень (провінція Фуцзянь). Батько Цю Сіньхоу, місцевий суддя, заохочував дівчину до навчання, зокрема вивчення класичної китайської літератури. Водночас знайомилася із західною культурою. Рано почала ходити в чоловічому одязі, оволоділа бойовими мистецтвами. У 1886 році родина перебирається до Тайбея (о. Тайвань). 
У 1896 році одружилася, перебралася з чоловіком до м. Сяньтан (провінція Хунань). 
У 1902 році переїздить до Пекіна, де чоловік отримав державну посаду. 
У 1904 році вирушає на навчання до Японії. Тут зближується з революційними групами з числа студентів-китайців. Крім того, встановлює товариські стосунки з Сунь Ятсеном. Цю Цзінь вирішує включитися до боротьби з повалення династії Цін.
Після повернення до Китаю у 1905 році Цю Цзінь оселяється у Шанхаї. Тут засновує школу для дівчат Датун. Водночас проводить антиманьчжурську пропаганду. 
У 1906 році починає видавати перший в Китаї журнал для жінок «Китайські жінки» («Чжунго найбао»), в якому закликає жінок здобути фінансову незалежність за допомогою освіти та навчання різним професіям. Закликала жінок опиратися утискам з боку родини та уряду, зокрема виступала проти варварської традиції бинтування ніг. 
Разом з двоюрідним братом Сюй Сіліном починає згуртовувати таємні товариства у Шанхаї для повстання. Містом його початку обрано Аньцін (провінція Аньхой). Втім 6 липня 1907 року Сюй Сіліна було схоплено й страчено, а 12 липня заарештовано Цю Цзінь. Після тривалих катувань її стратили 15 липня у с. Шаньїн (провінція Шаньсі).

## Творчість
Цю Цзінь була майстринею віршування та складання есе. Найулюбленішими її жанрами були ши та ци. У віршах Цю Цзінь компонувавала китайську міфологію з революційними ідеями. Прикладами подібного синтезу є вірші: «Спасибі за спогади», «Сенс». Випущено збірку віршів Цю Цзінь.
Численні есе щодо поточних подій увійшли до збірок, виданих вже після загибелі Цю Цзінь. За життя був відомий її роман «Камінь Цзіньвей», основою якого стала китайська легенда про Нюй-ва, доньку імператора Янь-ді.